# 朱常湸
臨朐王朱常湸（？—17世紀），明朝德藩第四代臨朐王，臨朐康順王朱翊鈝的嫡第二子。

## 生平
天啟五年（1625年），臨朐康順王朱翊鈝去世。朱常湸後襲封臨朐王。
崇禎十七年（1644年），朱常湸已經去世或被大順軍隊攻陷濟南府後俘虜。同年七月初四日，清朝招撫山東河南官員戶部右侍郎王鳌永進駐濟南府。初五日，臨朐長子朱由𬃉奉表歸降清廷。

## 家庭

### 子
- 朱由
- 朱由
- 朱由𦆱[1]
- 臨朐長子朱由𬃉[3]